# Добрица Јовановић
Добрица Јовановић ( 31. октобар 1940 — Београд, 14. фебруар 2002) био је српски глумац.

## Биографија
Добрица се родио у Јагњилу, гимназију је завршио у Смедеревској Паланци, Вишу управну школу у Београду, а радни век провео је као службеник у општини Сопот (референт за управно правне послове). Био је познати глумац епизодиста, боем, "вечити" студент Филозофског факултета, дружио се са Гидром, удварао се Милени Дравић... и имао троје деце, од три жене. Пред крај живота живео је у Београду где је и преминуо у свом дому. Сахрањен је према сопственој жељи у свом родном месту Јагњилу. Једна улица у Јагњилу носи његово име. Награда за епизодну улогу “Добрица Јовановић” додељује се на СОФЕСТ-у.
Највише се памти по улогама у филмовима "Доротеј", "Сеобе" и у телевизијској серији "Вук Караџић". Био је и страствен шахиста.

## Улоге
| Год.     | Назив                                  | Улога               |
| -------- | -------------------------------------- | ------------------- |
| 1970.-те |                                        |                     |
| 1978.    | Двобој за јужну пругу                  | Драги               |
| 1980.-те |                                        |                     |
| 1981.    | Доротеј                                | Пипац               |
| 1983.    | Како сам систематски уништен од идиота | Божа                |
| 1984.    | Давитељ против давитеља                | Софијин отац        |
| 1987.    | Вук Караџић (серија)                   | Игуман Стефан       |
| 1988.    | Тајна манастирске ракије               | Цига                |
| 1989.    | Сеобе                                  |                     |
| 1982.    | Масмедиологија на Балкану              | Гост код Животе     |
| 1990.-те |                                        |                     |
| 1990.    | Чудна ноћ                              |                     |
| 1992.    | Велика фрка                            | Конобар             |
| 1996.    | Иван                                   |                     |
| 2000.-те |                                        |                     |
| 2002.    | Држава мртвих                          | Редитељ порно филма |